# Takenori Hayashi
Takenori Hayashi (født 14. oktober 1980) er en tidligere japansk fodboldspiller.
Han har spillet for flere forskellige klubber i sin karriere, herunder JEF United Chiba og Kyoto Sanga FC.